# Computer Output to Laser Disc
Computer Output to Laser Disc (COLD), atualmente denominada ERM (Enterprise Report Management), são sistemas de gestão de conteúdo utilizados para capturar, arquivar, armazenar e disponibilizar dados tais como inventários, lançamentos, faturas, etc. Estes sistemas são tipicamente implementados para eliminar o uso de papéis ou microfilmes.
É uma das principais tecnologias no Gerenciamento Eletrônico de Documentos. Processa páginas de relatórios, incluindo a captura, indexação, armazenamento, gerenciamento e recuperação de dados. Esta tecnologia permite que relatórios sejam armazenados de forma otimizada, em meios de baixo custo, mantendo-se na sua forma original.